# Raparna fumicollis
Raparna fumicollis là một loài bướm đêm trong họ Noctuidae.